# 萧酷古只
萧酷古只（?—?），辽太宗时仆射。辽朝契丹人。
萧酷古只被辽太宗任命他为仆射。天显十一年（936年）闰十一月庚午，仆射萧酷古只上奏辽太宗说，赵德钧等援兵将逃跑，辽太宗下诏命夜间发兵追击。赵德钧等军都投戈弃甲，自相蹂践，挤于川谷的人不可胜纪。辽太宗仍命皇太子驰轻骑据险要，追及步兵万馀，将他们降伏。